# Saint-Aubin-de-Scellon
Saint-Aubin-de-Scellon ist eine französische Gemeinde mit 330 Einwohnern (Stand: 1. Januar 2022) im Département Eure in der Region Normandie (vor 2016 Haute-Normandie). Sie gehört zum Arrondissement Bernay und zum Kanton Beuzeville. Die Einwohner werden Saint-Aubinois genannt.

## Geografie
Saint-Aubin-de-Scellon liegt etwa elf Kilometer nordwestlich von Bernay in der Landschaft Lieuvin. Umgeben wird Saint-Aubin-de-Scellon von den Nachbargemeinden Fresne-Cauverville im Norden, Heudreville-en-Lieuvin im Norden und Nordosten, Le Favril im Osten, Folleville im Südosten, Barville im Süden, Fontaine-la-Louvet im Südwesten und Westen sowie Bailleul-la-Vallée im Nordwesten.

## Bevölkerungsentwicklung
| Jahr                       | 1962 | 1968 | 1975 | 1982 | 1990 | 1999 | 2006 | 2013 | 2020 |
| Einwohner                  | 378  | 347  | 277  | 299  | 285  | 314  | 314  | 360  | 335  |
| Quellen: Cassini und INSEE |      |      |      |      |      |      |      |      |      |

## Sehenswürdigkeiten

Kirche Saint-Aubin

- Kirche Saint-Aubin